# Чемпионат мира по конькобежному спорту на отдельных дистанциях 2025 — 5000 метров (женщины)
Соревнования в беге на 5000 метров среди женщин на чемпионате мира по конькобежному спорту на отдельных дистанциях 2025 года прошли 15 марта на катке «Викингскипет» в Хамаре, Норвегия. Участие приняли 12 спортсменок отобравшихся по итогам Кубка мира (8 по итоговому положению и 4 по лучшему результату на дистанции на этапах Кубка мира). Помимо этого, был составлен список из 10 резервных спортсменок на основе лучших результатов на этапах Кубка мира в сезоне. От каждой страны на дистанции могло участвовать не более двух спортсменок. В случае если от одной страны на дистанции квалифицировалось более двух спортсменок, то национальная федерация определяла какие из них примут участие в чемпионате.

## Результаты
| Место | Спортсменка             | Страна     | Время   | Отставание |
| ----- | ----------------------- | ---------- | ------- | ---------- |
| 1     | Франческа Лоллобриджида | Италия     | 6.56,38 |            |
| 2     | Рагне Виклунд           | Норвегия   | 6.56,56 | +0,18      |
| 3     | Мерел Конейн            | Нидерланды | 6.58,49 | +2,11      |
| 4     | Изабель Вайдеман        | Канада     | 7.00,27 | +3,89      |
| 5     | Мартина Сабликова       | Чехия      | 7.03,20 | +6,82      |
| 6     | Марейке Груневауд       | Нидерланды | 7.04,51 | +8,13      |
| 7     | Тай Чжиэнь              | Китай      | 7.08,77 | +12,39     |
| 8     | Йози Хофманн            | Германия   | 7.10,06 | +13,68     |
| 9     | Момока Хорикава         | Япония     | 7.10,18 | +13,80     |
| 10    | Сандрин Тас             | Бельгия    | 7.10,99 | +14,61     |
| 11    | Лора Холл               | Канада     | 7.16,11 | +19,73     |
| 12    | Акнар Ардак             | Китай      | 7.16,93 | +20,55     |